# New Mexicos flag
New Mexicos flag er gult med et rødt solsymbol i midten. Solsymbolet stammer fra Zia-Pueblo-indianernes kultur. Farverne, gult og rødt, er Spaniens flagfarver og er valgt for at minde om at de første europæiske udforskere i området var spanske. Flaget er i størrelsesforholdet 2:3.
New Mexicos flag blev indført efter drivende kraft fra den patriotiske organisation Daughters of the American Revolution. Konkurrencen som blev afholdt blev vundet af lægen og arkæologen Harry Mera, som foreslog flagtegningen delstaten officielt valgte. Flaget blev indført 15. marts 1925.
New Mexicos flag regnes som et af de mest særegne blandt USA's delstatsflag. Flere andre delstater har flag med blå dug og delstatens segl eller våben så det kan være vanskeligt at skille dem fra hinanden. New Mexico har som eneste delstat i USA gul farve i flagdugen.